# 王飞跃 (1969年)
王飞跃（1969年11月—），男，湖南洞口人，中国刑法学家，中南林业科技大学教授。主要从事侵犯财产罪、刑罚裁量及其规范化、虚假诉讼等领域研究。

## 生平
1994年毕业于湘潭大学，获法学学士学位。1998年12月加入中国共产党。2005年毕业于北京大学，获刑法学博士学位，其后进入中南大学从事教科研工作，曾任政法学院副院长、中南大学出版社社长等职。2009年至2010年，在美国华盛顿大学担任访问学者。2017年开始担任中南林业科技大学教授。同年受聘为吉首大学法学与公共管理学院特聘教授。2020年受聘为湖南省人民检察院第三届专家咨询委员会委员。

## 出版物
- 王飞跃. . 法律出版社. 2010. ISBN 9787511810915.
- 王飞跃. . 中南大学出版社. 2010. ISBN 9787548700951.